# Castillo de Deal

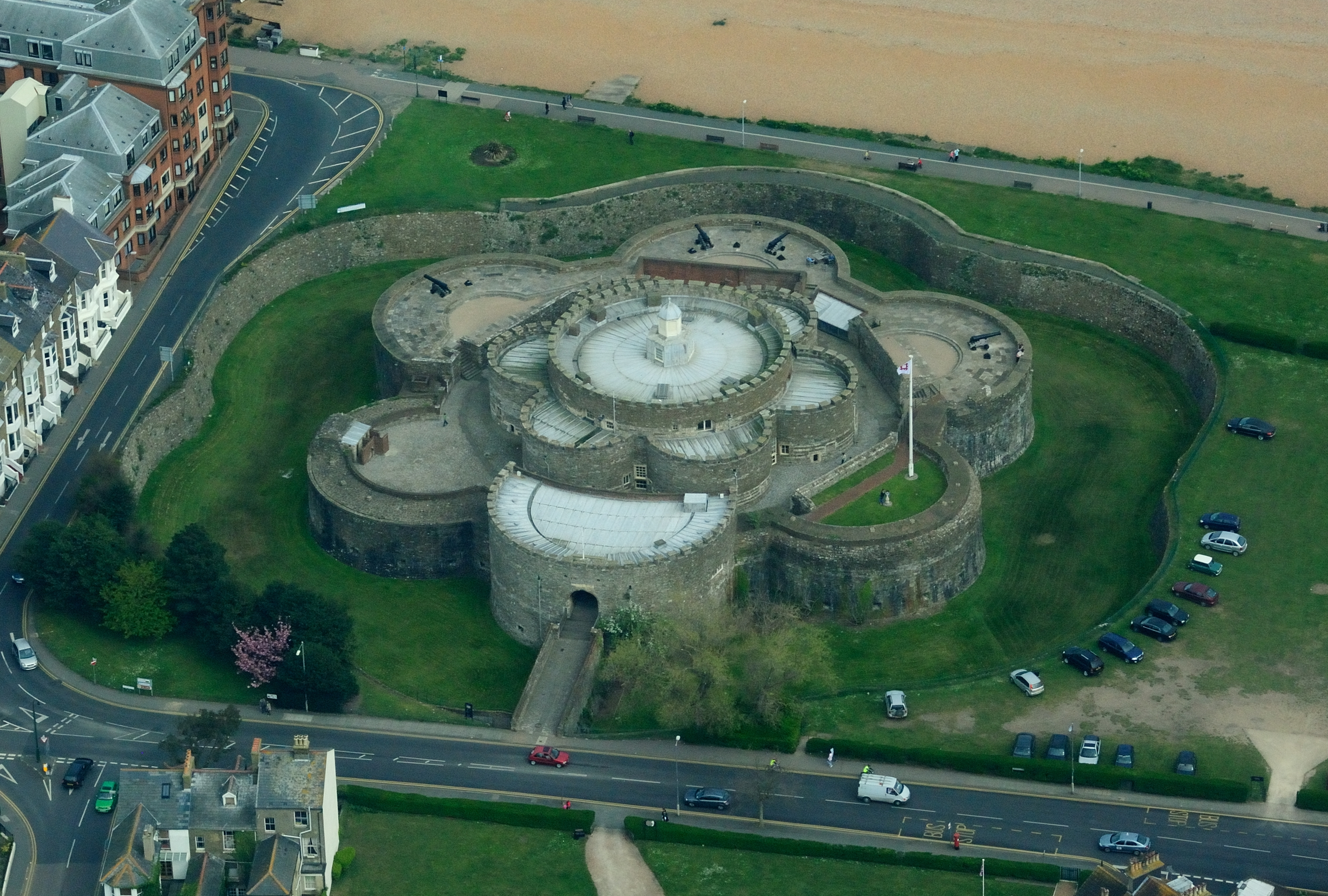
Vista aérea del castillo.

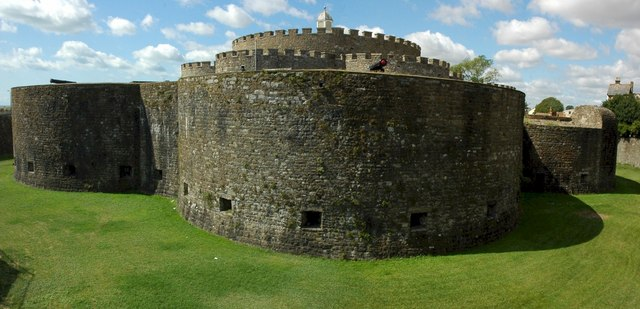

El castillo de Deal es una fortificación de artillería costera en Deal, Kent, Inglaterra. Es uno de los treinta Device Forts, el sistema de fuertes construido por Enrique VIII para proteger la costa sur de Inglaterra frente a una posible invasión por parte de la alianza entre Carlos I de España y Francisco I de Francia, formada por la Tregua de Niza de 1538.
Construido entre 1539 y 1540, con planta en forma de la Rosa Tudor, es, junto con los castillos de Walmer y Sandown, una de las tres fortificaciones cuya función era proteger la rada de The Downs, entre el banco de arena de los Goodwin Sands y la costa de Kent.